# Stazione di Tsutsuishi

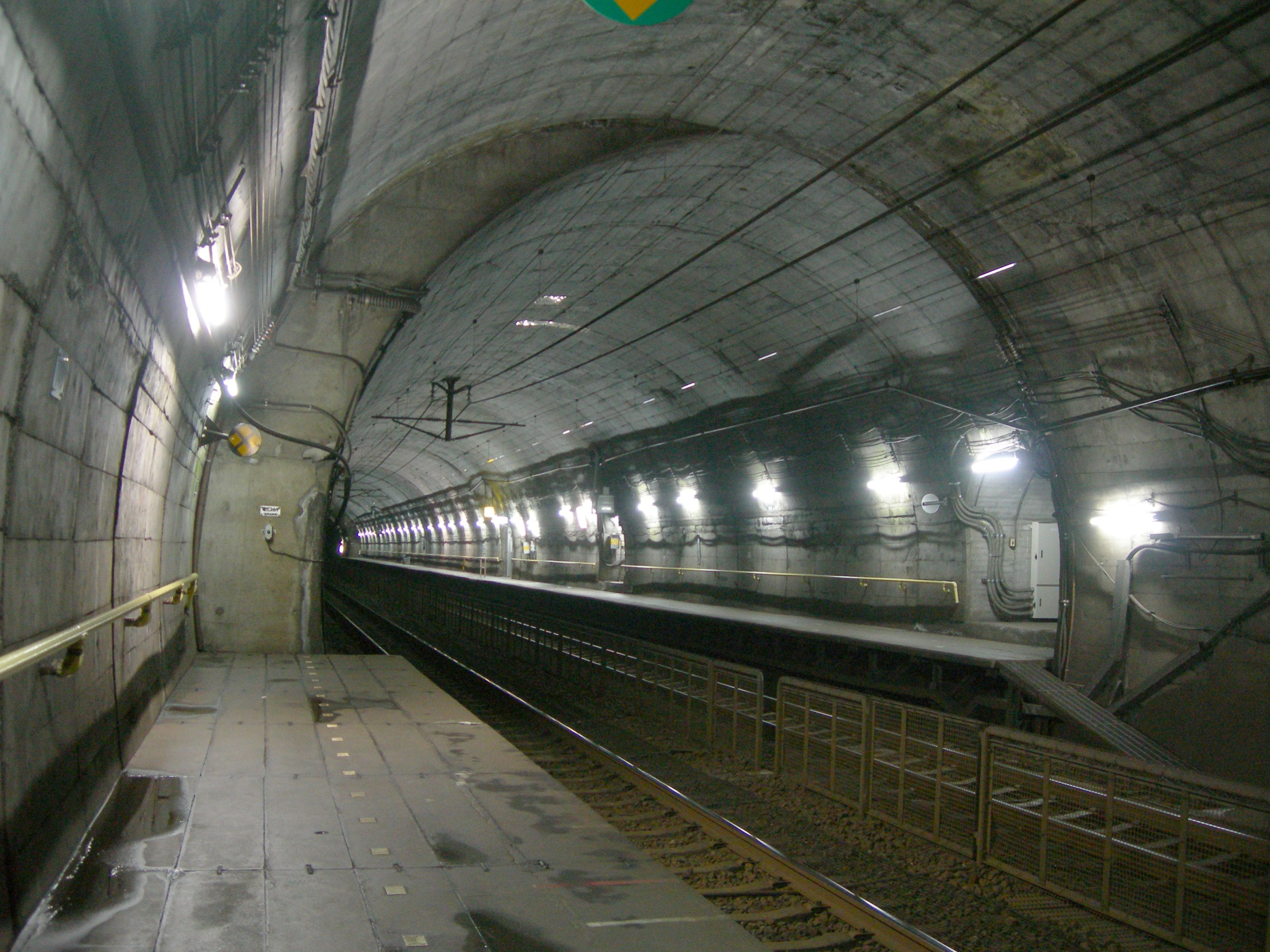
Vista del tunnel e delle banchine

La stazione di Tsutsuishi (筒石駅?, Tsutsuishi-eki) è una fermata ferroviaria della città di Itoigawa della prefettura di Niigata, in Giappone.

## Linee
JR West
■ Linea principale Hokuriku

## Struttura
La fermata si trova all'interno del tunnel Kubiki, di 11,3 km, ed è quindi realizzata in sotterraneo. Sono presenti due banchine laterali posizionate non l'una in fronte all'altro, ma distanziate da alcune decine di metri, per contenere lo spazio da scavare all'interno del tunnel. Il fabbricato viaggiatori è invece situato in superficie, 40 metri più in alto, e collegato alle banchine da due scalinate da 280 e 290 gradini, in base alla direzione. Non sono presenti scale mobili o ascensori. La biglietteria è aperta dalle 6:00 alle 22:50.
| Bin. ovest | ■ Linea principale Hokuriku | per Naoetsu                     |
| Bin. est   | ■ Linea principale Hokuriku | per Itoigawa, Toyama e Kanazawa |

## Stazioni adiacenti
| 《                        | Servizio                  | 》                        |
| Linea principale Hokuriku | Linea principale Hokuriku | Linea principale Hokuriku |
| ------------------------- | ------------------------- | ------------------------- |
| Nō                        | -                         | Nadachi                   |